# Tomislav Karamarko
Tomislav Karamarko, hrvaški politik in zgodovinar, * 1959, Zadar.
Od leta 2008 je minister za notranje zadeve Republike Hrvaške. Predhodno je bil predstojnik Urada za nacionalno varnost (2000-02), ravnatelj Protiobveščevalne agencije (2004-06) in ravnatelj Varnostno-obveščevalne agencije (2006-08).